# Vileide Brito de Almeida
Vileide Brito de Almeida (Belém, 2 de novembro de 1991) é uma basquetebolista paralímpica brasileira.

## Carreira
Aos 11 anos, Vileide brincava na casa da avó em Curuçá, interior do Pará. Numa ida a um matagal nas redondezas, levou uma picada de cobra da espécie surucucú, venenosa e muito comum no lugar. O golpe foi na região do tendão, que precisou ser parcialmente retirado. Como complicação do procedimento, seu pé esquerdo ficou atrofiado e consequentemente a perna inteira. Vileide conta que os dois primeiros anos após o acidente foram os mais difíceis, pois ela não se aceitava com a deficiência. Além disso, sentiu vergonha ao voltar para a escola, pois se sentia diferente dos demais. Algum tempo depois, um amigo a convidou para jogar basquete em cadeira de rodas. Embora não gostasse de esportes, ficando desconfiada, aceitou o convite. Vileide conta: "O basquete surgiu na minha vida para se tornar tudo. Eu não me aceitava na sociedade. Então, o esporte me introduziu de volta. Aprendi a me aceitar e a me amar como pessoa. Hoje em dia, sem dúvida, ele é tudo para mim". Vileide começou a participar do All Star Rodas em 2006, quando tinha 15 anos.
Na edição de 2017 do Troféu Rômulo Maiorana, Vileide foi um dos principais destaques da cerimônia, vencendo nas categorias atleta com deficiência e atleta do ano, e recebendo o prêmio mais cobiçado, o anel pódio, que é dado ao esportista que conquista os resultados mais expressivos da temporada. Em 2020, recebeu novamente os prêmios.
Em 2019, recebeu o prêmio do Comitê Paralímpico Brasileiro (CPB) de Melhor do Ano no basquete em cadeira de rodas.

## Títulos
Recebeu Bronze na Copa América 2022, bronze nos Jogos Parapan-Americanos de Toronto 2015 e bronze nos Jogos Parapan-Americanos de Guadalajara 2011.